# 万宝镇 (洮南市)
万宝镇，是中华人民共和国吉林省白城市洮南市下辖的一个乡镇级行政单位。

## 行政区划
万宝镇下辖以下地区：
红旗社区、青年社区、万宝社区、永红村、煤窑村、新丰村、德发村、共同村、光华村、宏山村、碱土村、二龙锁口村、永久村、北太平村、红旗村、河南村、三发村、西太平村、兴仁村和前进村。